# 基士頓·布倫
基士頓·馬菲·布倫（英語：Christian Matthew Bullen，？—），生於美國佛羅里達州德蘭，美國職業籃球運動員，司職小前鋒，持有香港身份證，現時效力香港甲一籃球聯賽球隊永倫。

## 籃球生涯
基士頓生於美國佛羅里達州德蘭，2至12歲時居住於香港，其後返回美國生活，中學就讀德蘭中學，及後於2013年6月加盟超敏，填補中鋒賀斯福（現時永倫隊友）的離隊，其後獲得獎學金升讀佛羅里達理工學院，為學校出戰NCAA，在2016年3月獲前隊友賀斯福的游說下加盟永倫，兼與父親團聚，並一直出戰本地賽事。

## 教練生涯
基士頓在2013年任職The Hong Kong Basketball Academy的教練。

## 外部連結
- 基士頓·布倫在RealGM（英语）